# Catopsilia pyranthe
Espèce
Catopsilia pyranthe est une espèce d'insectes lépidoptères de la sous-famille des Coliadinae (famille des Pieridae).

## Dénomination
Catopsilia pyranthe a été nommé par Carl von Linné en 1758.

### Noms vernaculaires
Ce papillon se nomme en anglais Mottled Emigrant ou White Migrant.

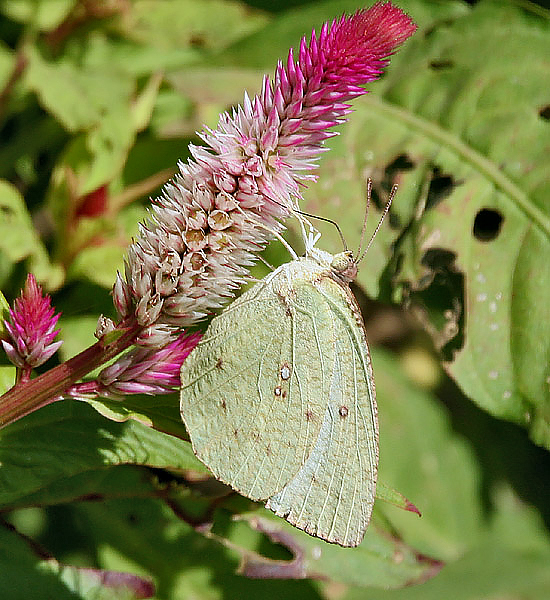
Femelle de Catopsilia pyranthe.

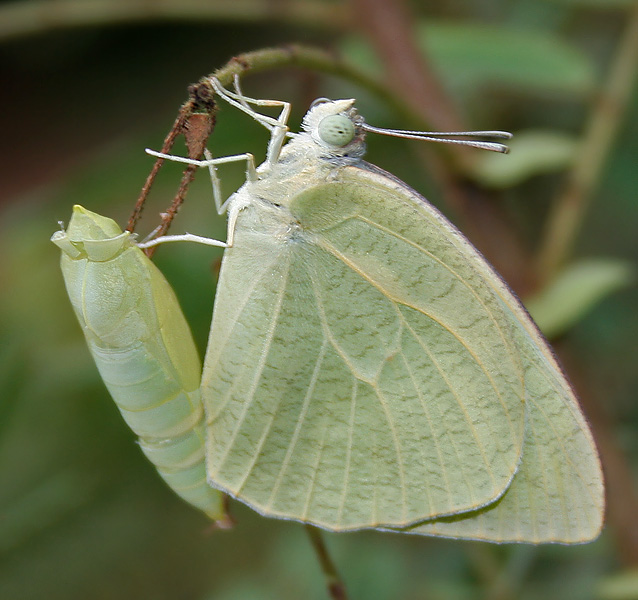
Catopsilia pyranthe.

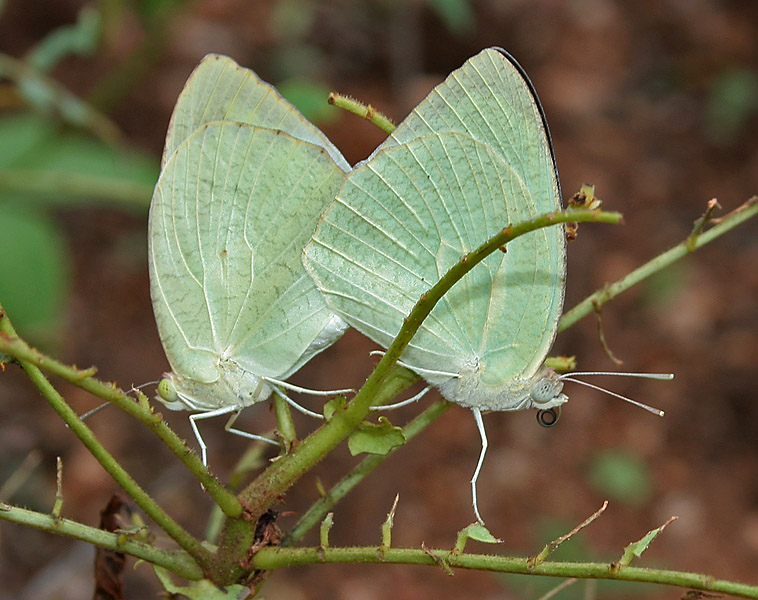
Catopsilia pyranthe.

### Liste des sous-espèces
- Catopsilia pyranthe pyranthe
- Catopsilia pyranthe chryseis (Drury, 1773)
- Catopsilia pyranthe crokera (Macleay, 1826) - Nord de l'Australie et à Timor.
- Catopsilia pyranthe evangelina (Butler, 1870)
- Catopsilia pyranthe minna (Herbst, 1792) - Ceylan[1].

## Description
Le mâle et la femelle sont d'une couleur allant du blanc au jaune pâle ou au vert pâle sur les deux faces. L'apex des antérieures est bordé de noir sur le dessus. La femelle présente un point discoidal bien visible sur le revers.

### Chenille
En 22 à 29 jours l'œuf devient un imago.

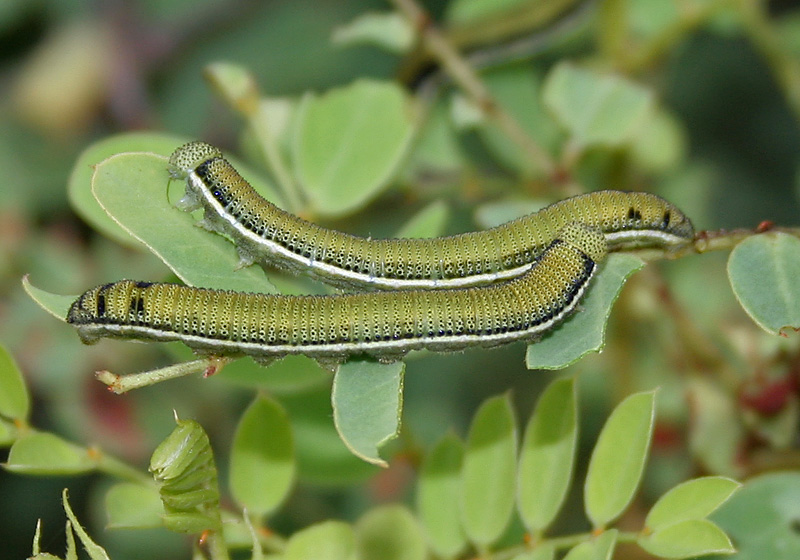
Chenille.
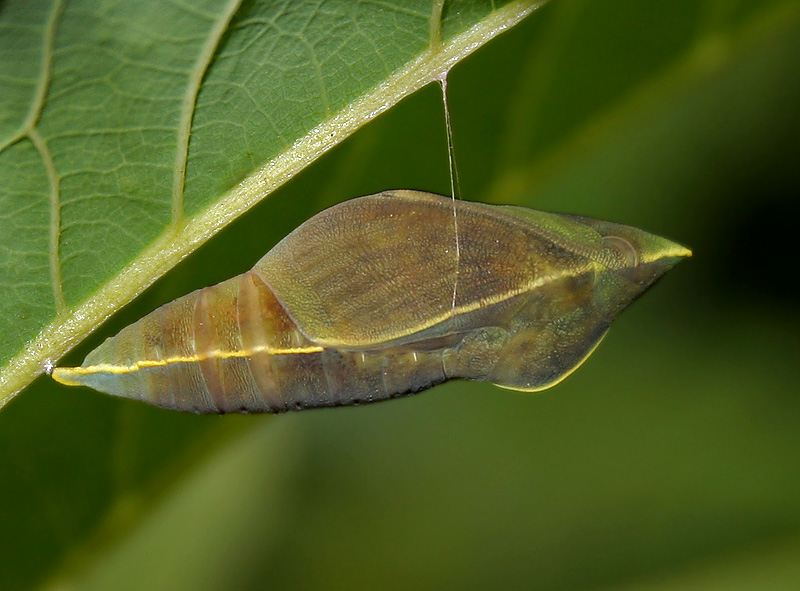
Chrysalide.

## Biologie
Il n'y a pas de diapause, Catopsilia pyranthe est multivoltin avec onze à douze générations par an.
C'est un migrateur.

### Plantes hôtes
Ce sont tous les Cassias (Cassia occidentalis, Cassia fistula, Cassia auriculata, Cassia tora).

## Écologie et distribution
Catopsilia pyranthe est présent en Inde, à Ceylan, et en Australie.

### Biotope
Les régions chaudes où poussent les Cassias plantes hôtes de sa chenille.

### Protection
Pas de statut de protection particulier